# 지안역
지안역(중국어: 集安站)은 중국 길림성 퉁화시에 위치한 철도역이다.

## 역사
1939년 9월 28일에 완공되었으며, 만포철교를 통해서 만포선과 연결되어 있다. 메이지 철로의 기점이기도 하다.

## 같이 보기
- 메이지 철로
- 퉁화시